# Заражение ВИЧ-инфекцией жителей Шымкента
Заражение ВИЧ-инфекцией жителей Шымкента — громкий скандал, случившийся в 2006 году в Шымкенте, первый случай массового заражения ВИЧ-инфекцией в Казахстане.
В области было выявлено 17 инфицированных матерей и 133 инфицированных ребёнка, из них 9 детей скончались ко времени начала суда в результате различных болезней, а один ребёнок усыновлён гражданами США.
Обвинения по факту массового заражения детей ВИЧ-инфекцией в ЮКО предъявлены 21 человеку, в основном должностным лицам. Была уволена директор департамента здравоохранения Южно-Казахстанской области Нурсулу Тасмагамбетова, сестра госдеятеля Казахстана Имангали Тасмагамбетова. Были освобождены от занимаемых должностей министр здравоохранения РК Ерболат Досаев, аким ЮКО Болат Жылкышиев и председатель Комитета по контролю за качеством медицинских услуг Минздрава РК Уалихан Ахметов.